# Gymnopus fusipes
Gymnopus fusipes (Pierre Bulliard, 1783 ex Samuel Frederick Gray, 1821) sin. Collybia fusipes (Pierre Bulliard ex Lucien Quélet, 1872), din încrengătura Basidiomycota în familia Marasmiaceae și de genul Gymnopus, denumit în popor ghebă de stejar sau trepăduși, este un soi de ciuperci comestibile saprofit, dar în primul rând parazitar care crește în România, Basarabia și Bucovina de Nord în număr mare, în tufe cu multe exemplare, pe trunchiuri aflați în putrefacție ori pe rădăcinile de copaci vii de stejar (foarte rar și de fagi), în păduri de foioase, de asemenea prin parcuri. El produce o distrugere frapantă și pricinuiește importante pagube, provocând putregaiul alb al lemnului. Specia se dezvoltă în zonele de deal și de munte din (iunie) iulie până în octombrie (noiembrie) și în condiții climatice favorabile, unele exemplare persistă chiar până în iarnă.

## Descriere

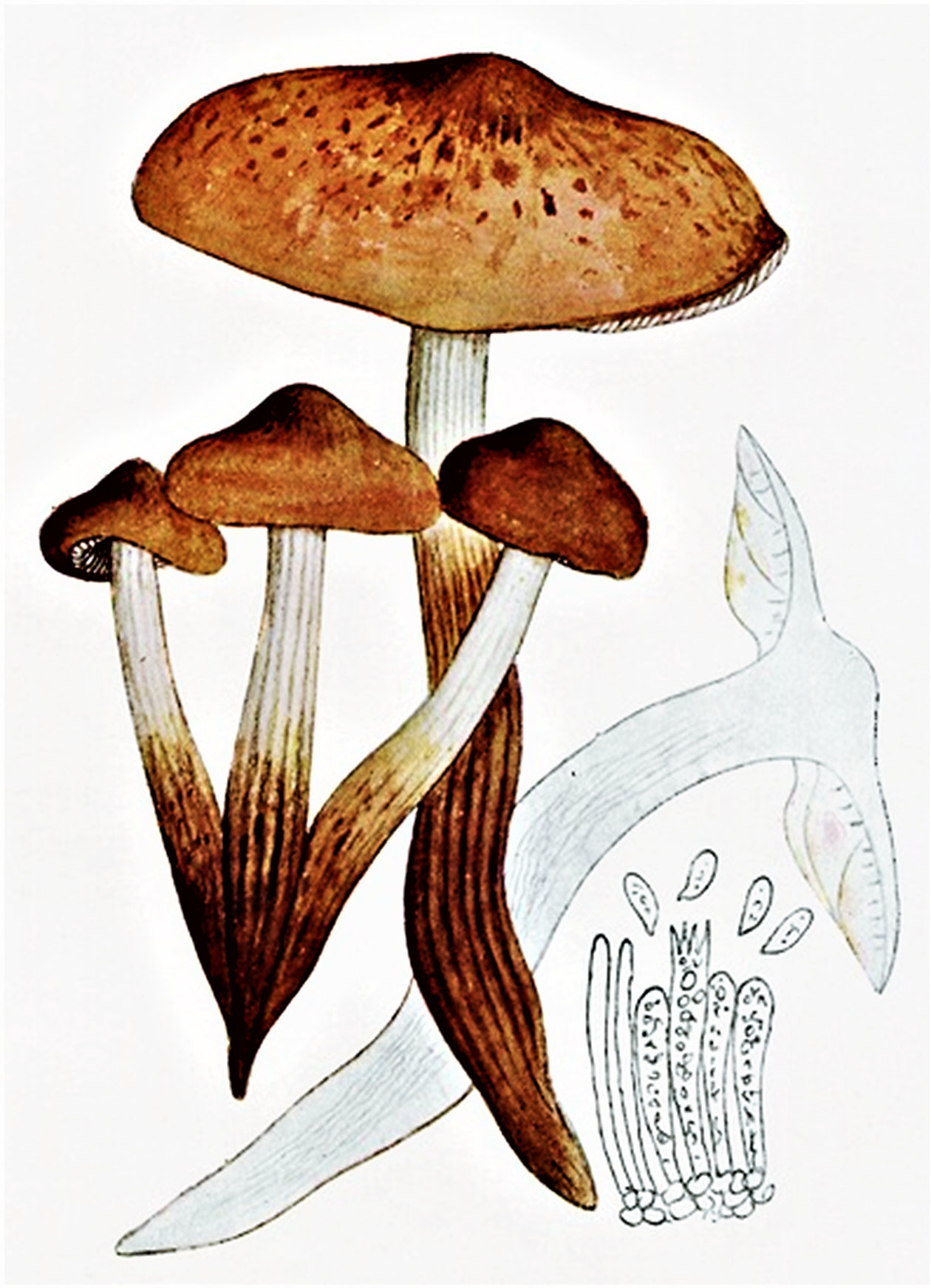
Bres.: Collybia fusipes

- Pălăria: are un diametru de 3-6 (8) cm, este cărnoasă, în tinerețe convexă, apoi se aplatizată, devenind atunci neregulată cu mici umflături, adâncită cu un gurgui în centru. Marginea are deseori tendința de a crăpa radial. Cuticula este netedă și lucioasă, de colorit brun-roșcat, decolorându-se la bătrânețe spre brun palid cu pete de mărime variabilă, mai închise la culoare.
- Lamelele: sunt destul de distanțate între ele, destul de înalte, aderate la picior, cu lamelule intercalate la margine, fiind legate între ele prin vinișoare subțiri. Culoarea este albicioasă, dar pe parcursul maturizări se pătează roșu ca carnea.
- Piciorul: are o înălțime de 6-8 (12) și o grosime 0,8-1,2 cm, este fusiform, tare și fibros, uneori turtit și răsucit, mai întâi plin, apoi gol pe dinăuntru, fiind deseori străbătut de șanțuri adânci și are la bază o prelungire în formă de rădăcină. Coloritul este asemănător pălăriei, în mod normal ceva mai deschis, dar se închide la culoare cu vârsta.
- Carnea: este albă, ceva vâscoasă și elastică, în picior tare și fibroasă, iar mirosul și gustul sunt aproape imperceptibili.
- Caracteristici microscopice: are spori elipsoidali și hialini (translucizi) cu o mărime de 4-7 x 3-4 microni. Pulberea lor este albă.[4][5]
- Reacții chimice: carnea buretelui se colorează, cu sulfat de fier imediat gri, cu sulfovanilină purpuriu închis și cu tinctură de Guaiacum încet albastru.[6]

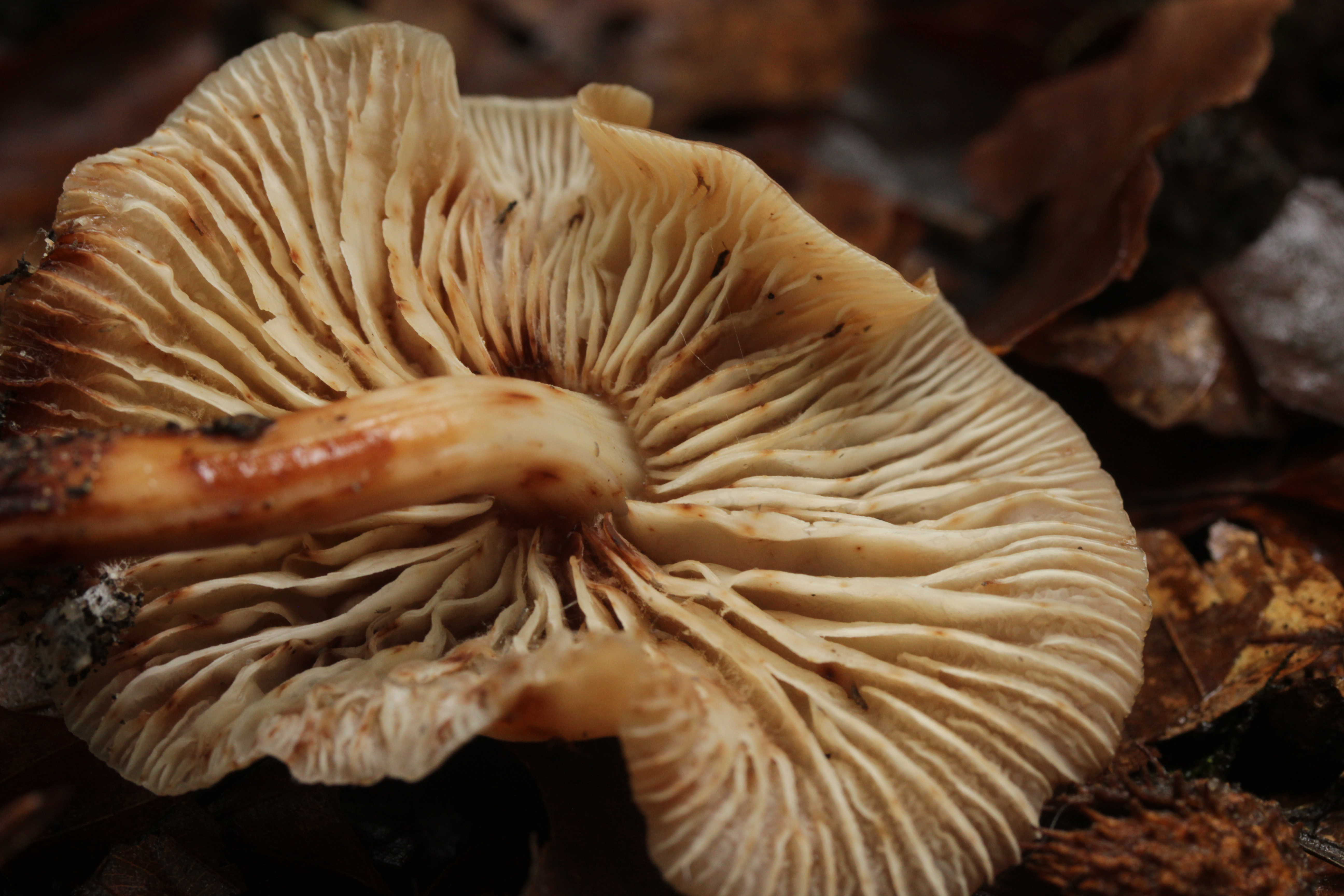
G. fusipes, picior și lamele
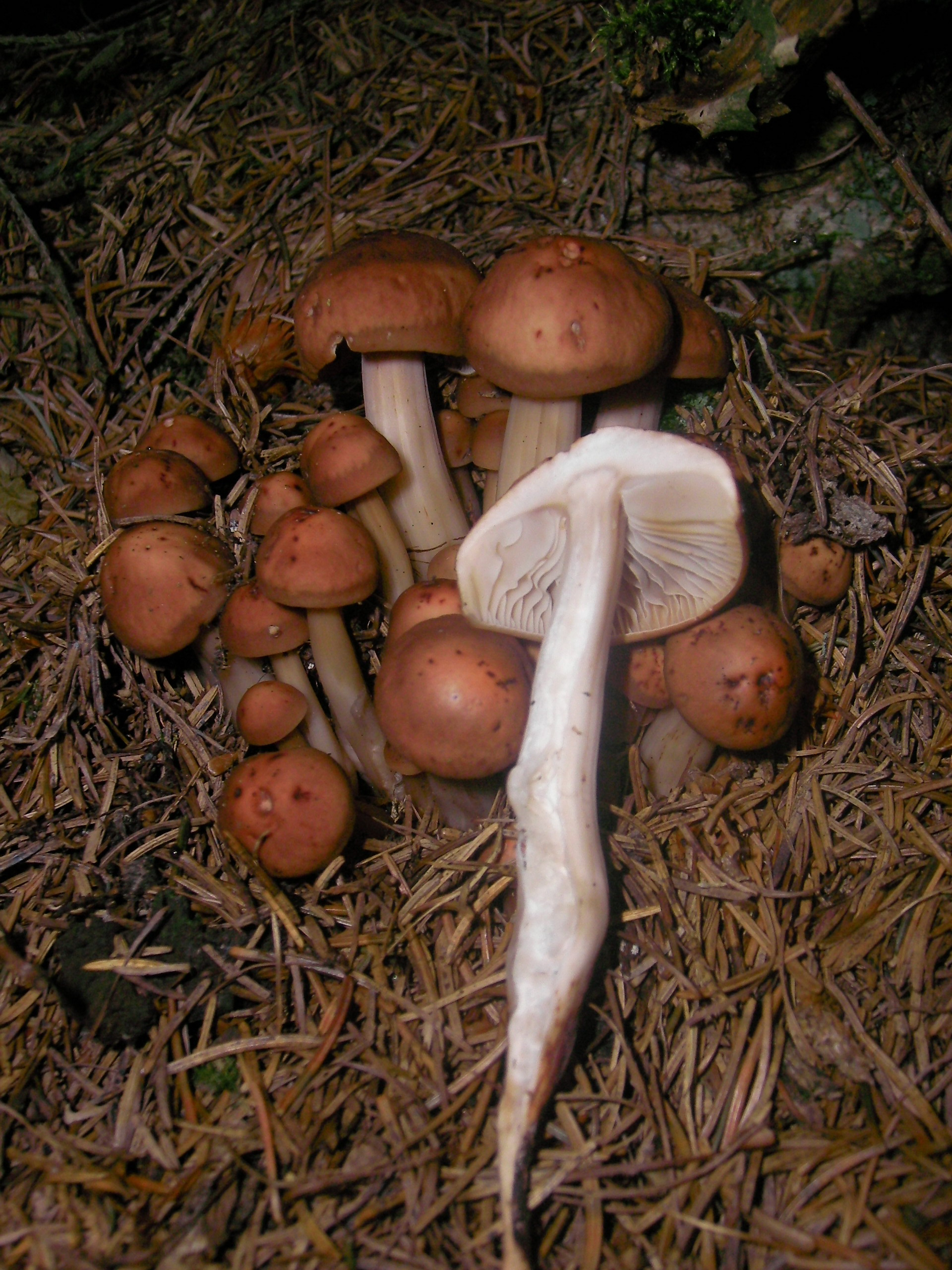
G. fusipes, secțiune longitudinală
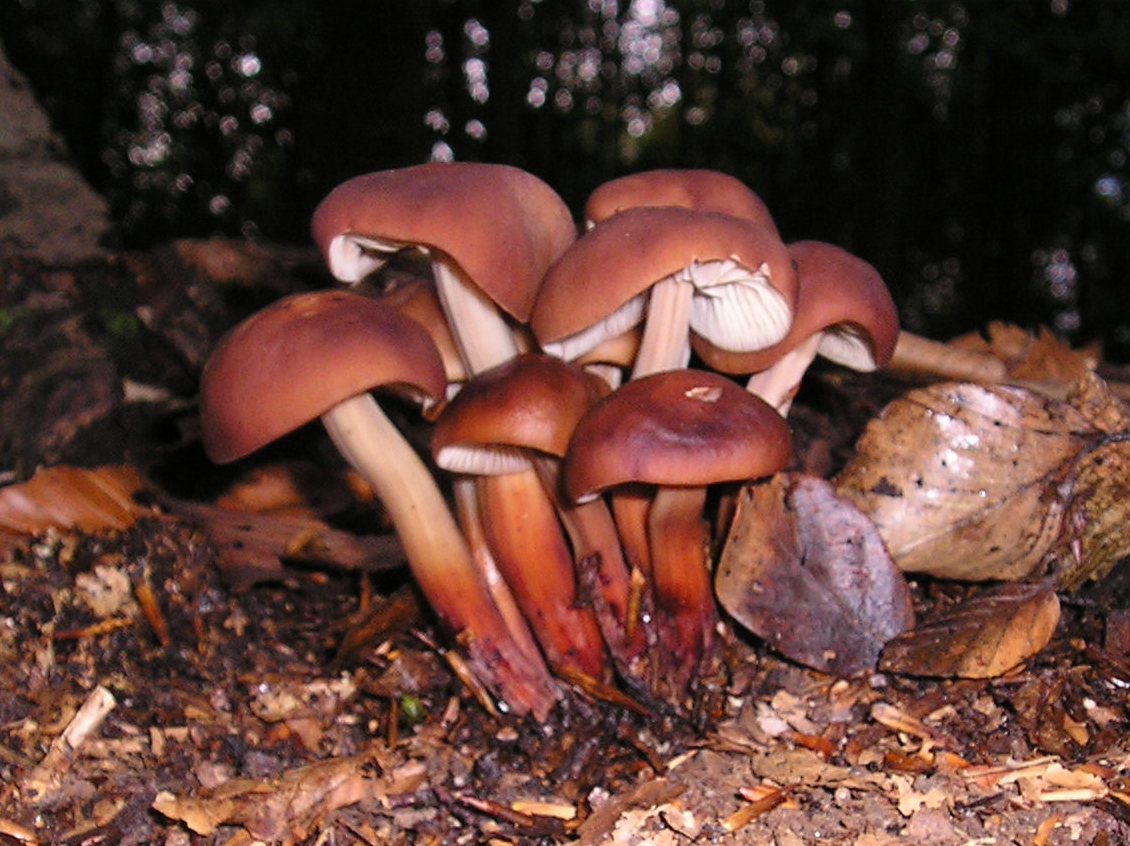
C. fusipes tinere
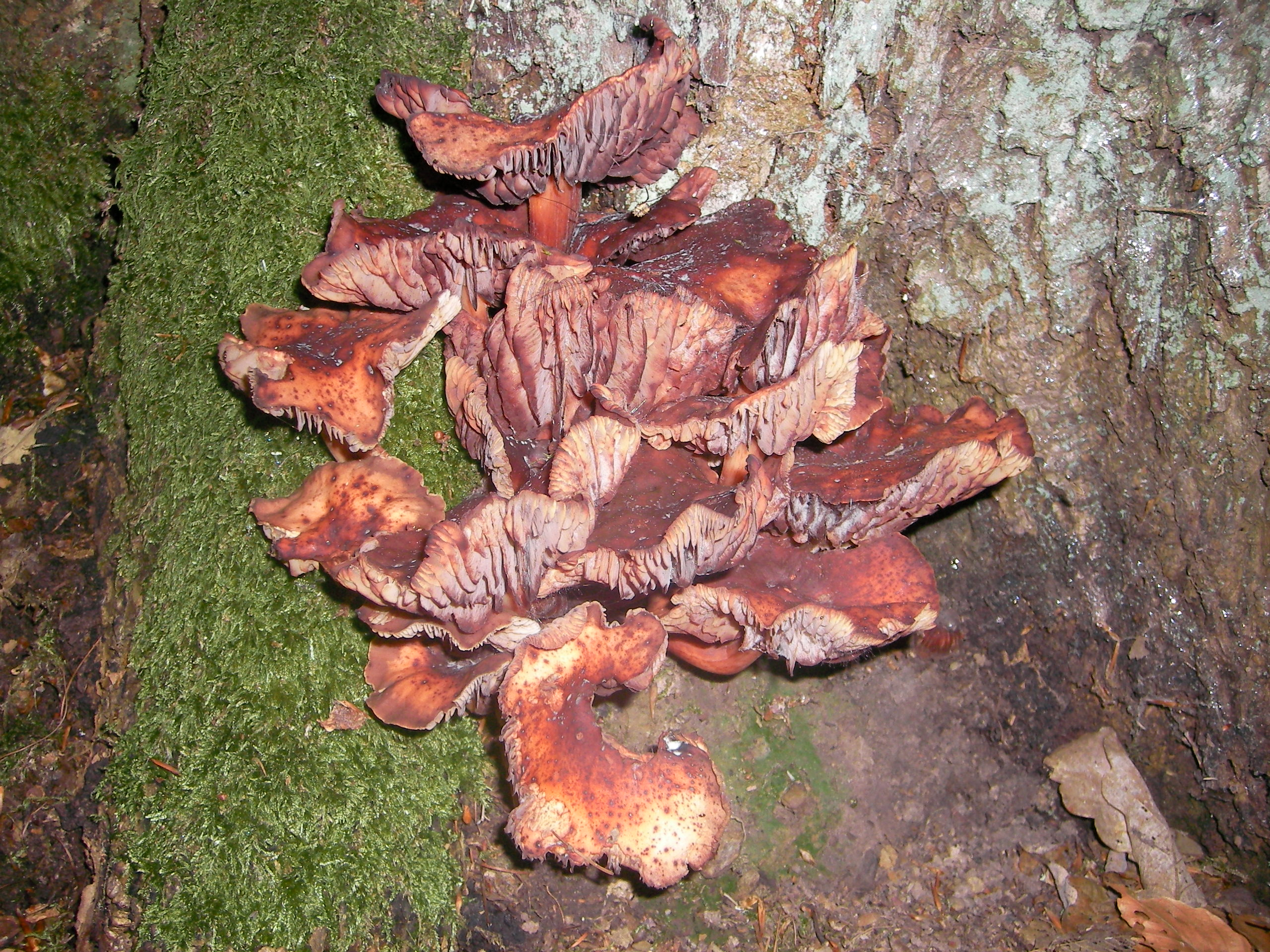
G. fusipes bătrâne
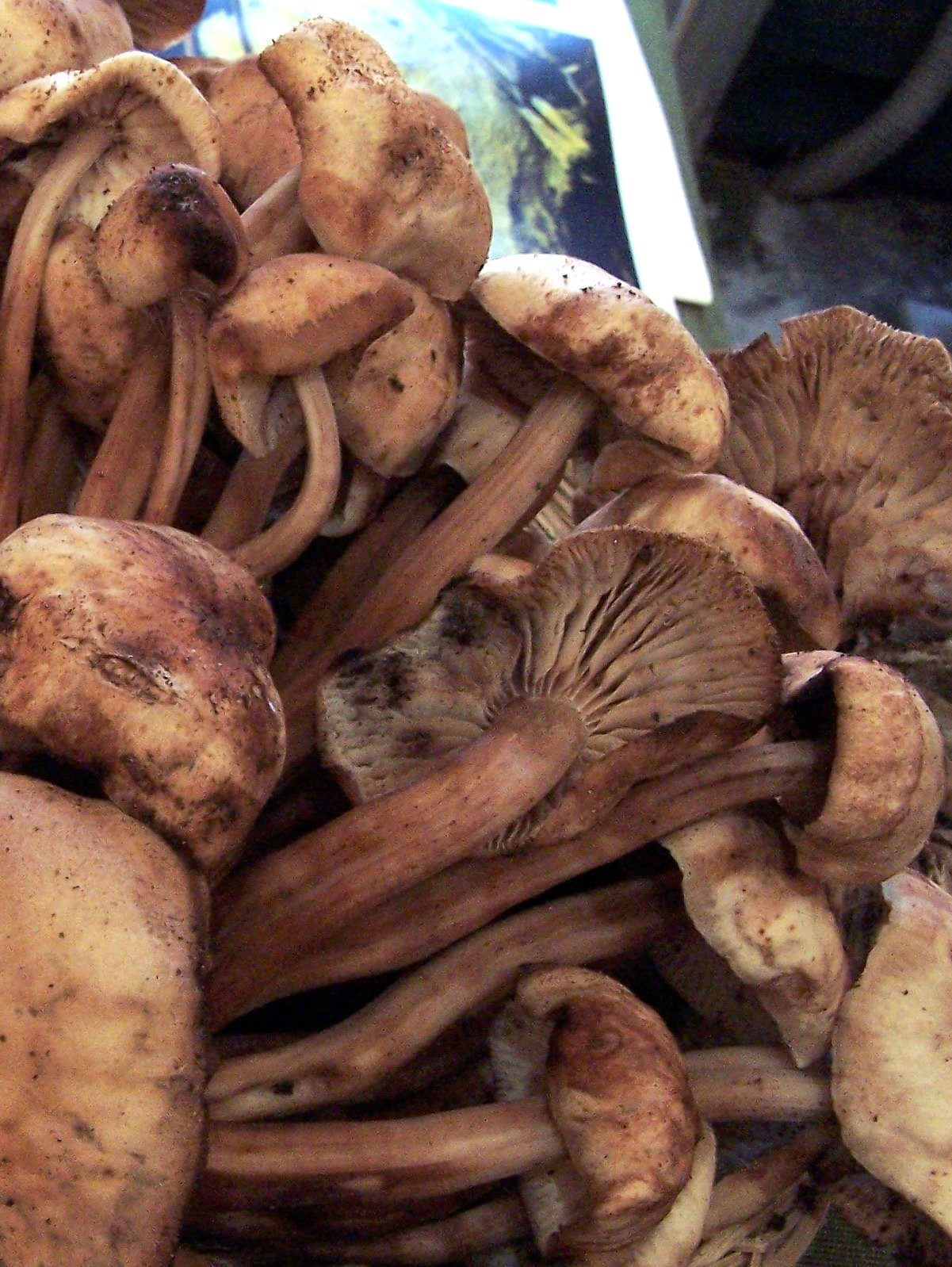
G. fusipes, tufă

## Confuzii
Acest burete poate fi confundat cu mai multe specii, ca de exemplu: Entoloma rhodopolium sin. Entoloma nidorosum (otrăvitor), Gymnopus confluens sin. Collybia confluens (comestibil, dar fără valoare culinară), Gymnopus dryophilus sin. Collybia dryophila (comestibil), Gymnopus erythropus sin. Collybia erythropus (comestibil), Gymnopus.impudicus sin. Collybia impudica (necomestibil), Rhodocollybia butyracea sin. Collybia butyracea (comestibil), Lyophyllum decastes (comestibil), Rhodocollybia fodiens sin. Collybia fodiens (comestibil, ceva amar), Rhodocollybia maculata sin. Collybia maculata (necomestibil, amar) sau Rhodocollybia prolixa sin. Collybia distorta (comestibil).

## Specii asemănătoare

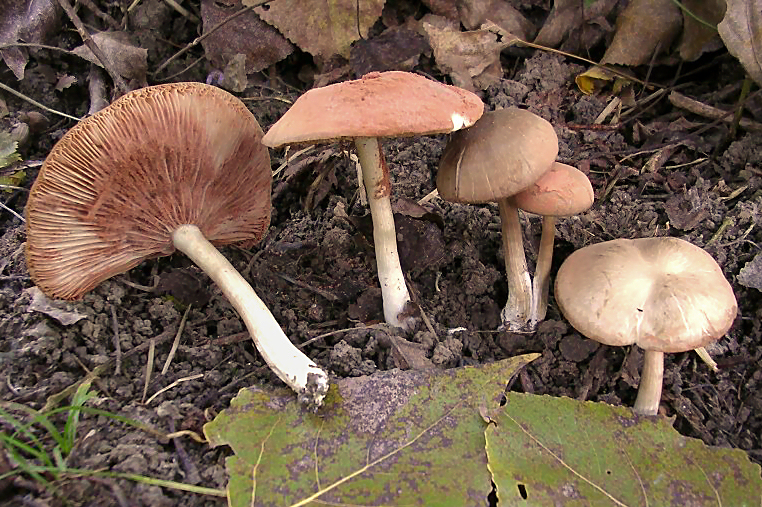
Entoloma rhodopolium sin. nidorosum
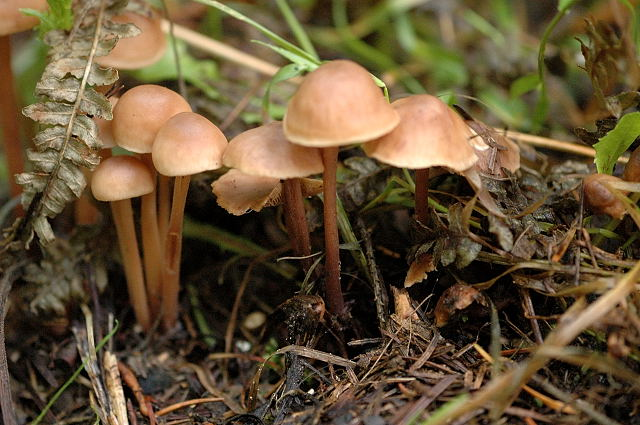
Gymnopus.confluens sin. Collybia confluens
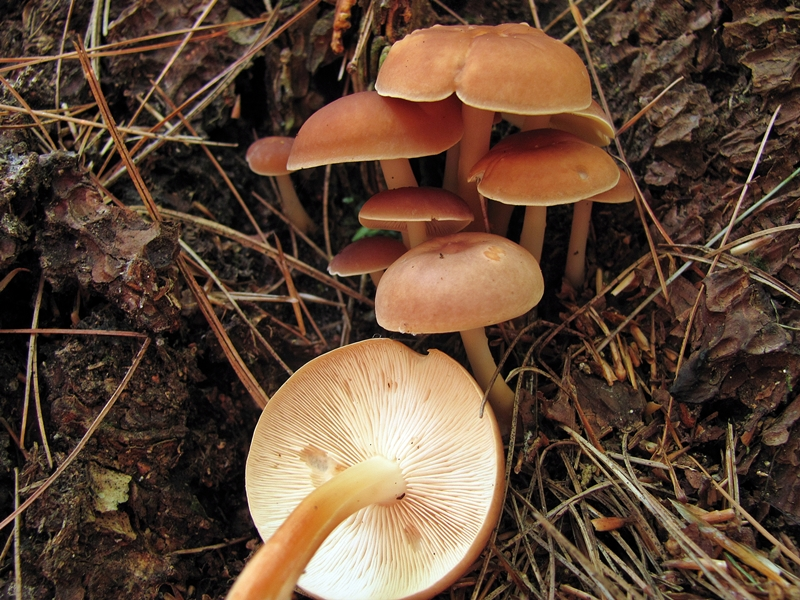
Gymnopus dryophilus sin. Collybia dryophila
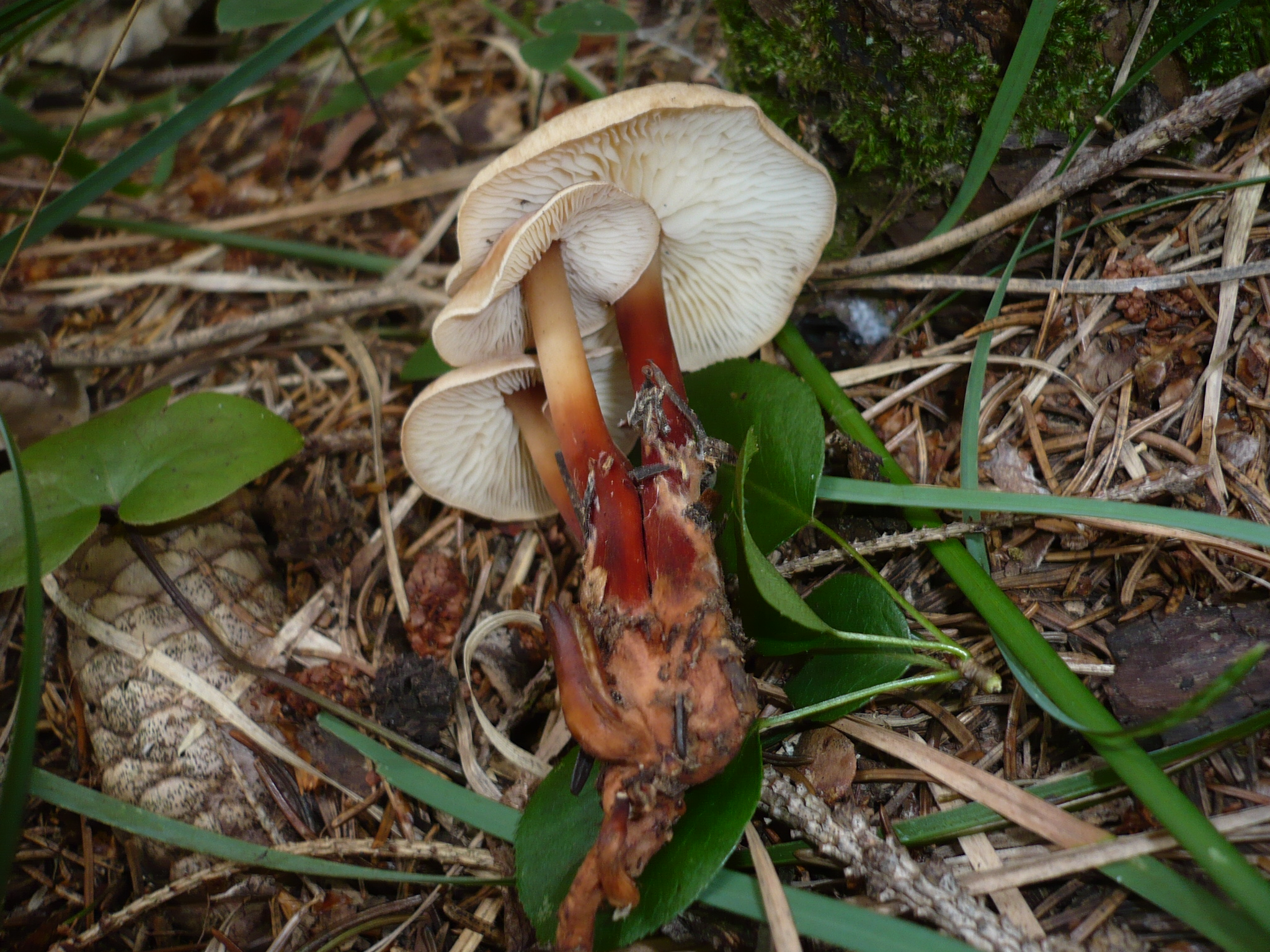
Gymnopus erythropus sin. Collybia erythropus
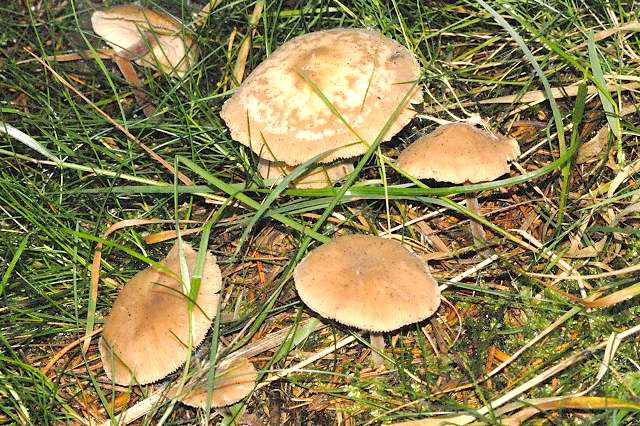
Gymnopus.impudicus sin. Collybia impudica
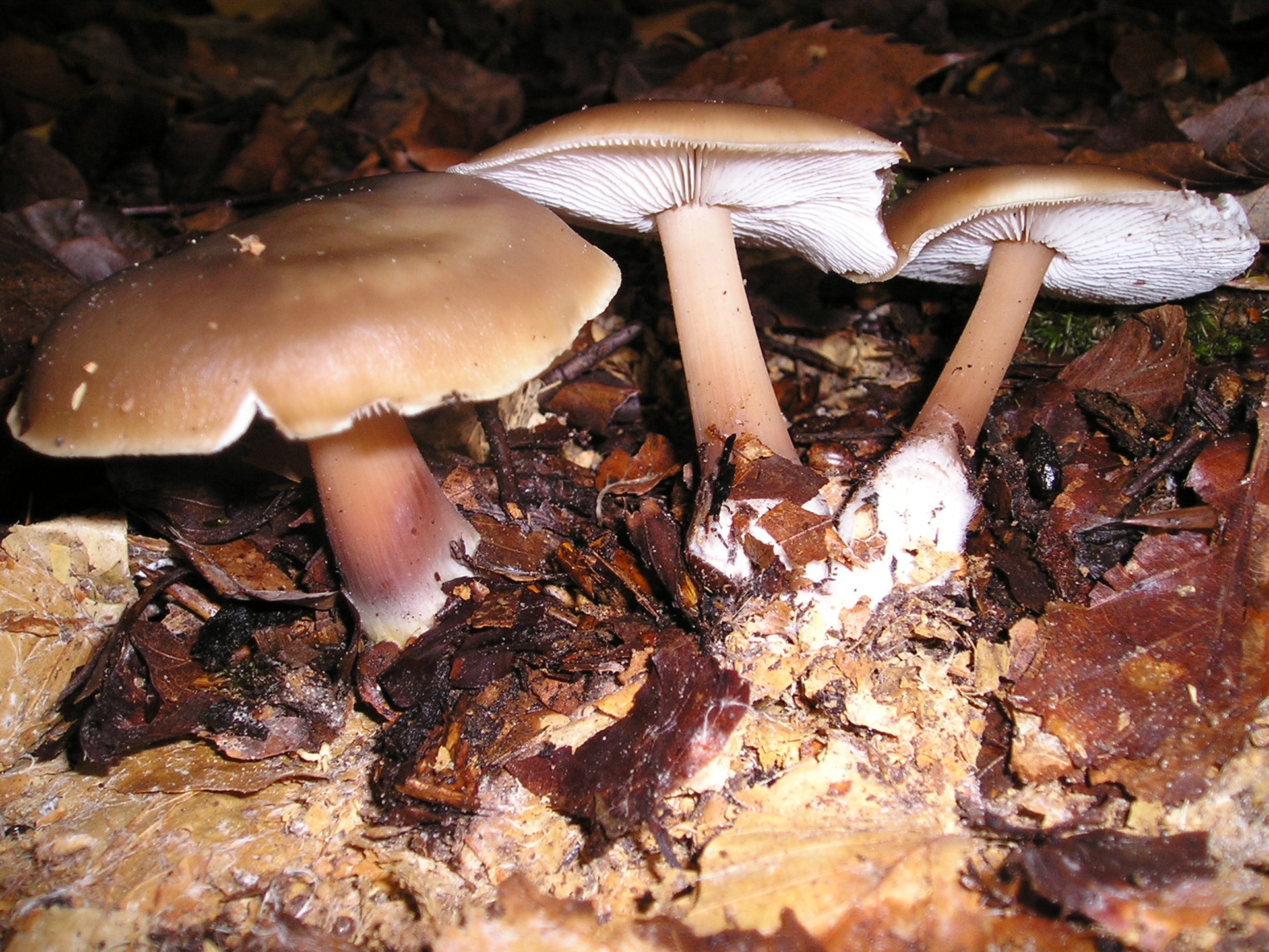
Rhodocollybia butyracea sin. Collybia butyracea

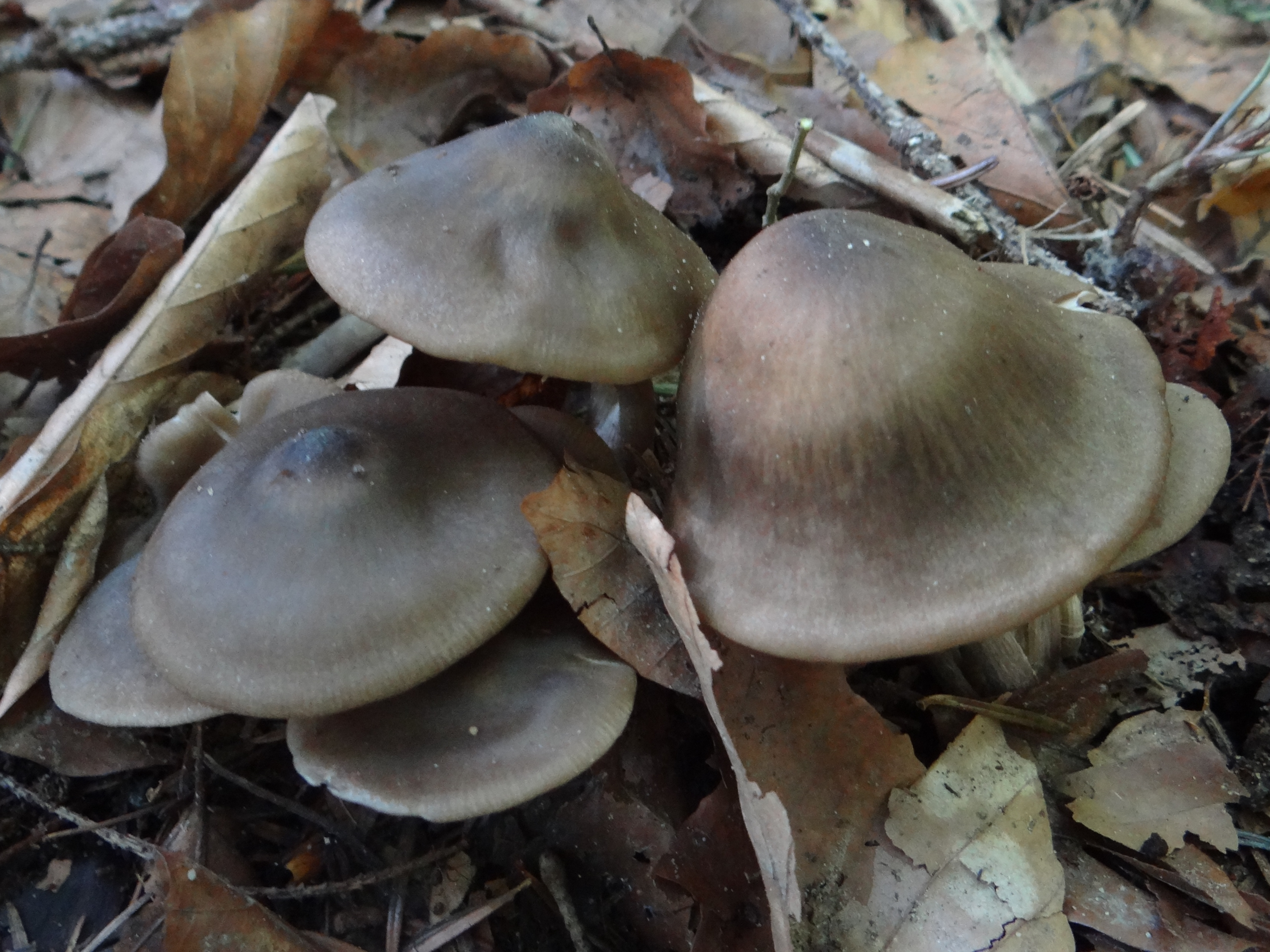
Lyophyllum decastes
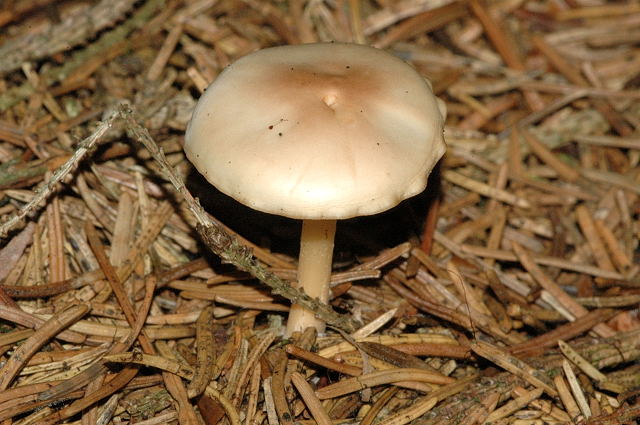
Rhodocollybia fodiens sin. Collybia.fodiens
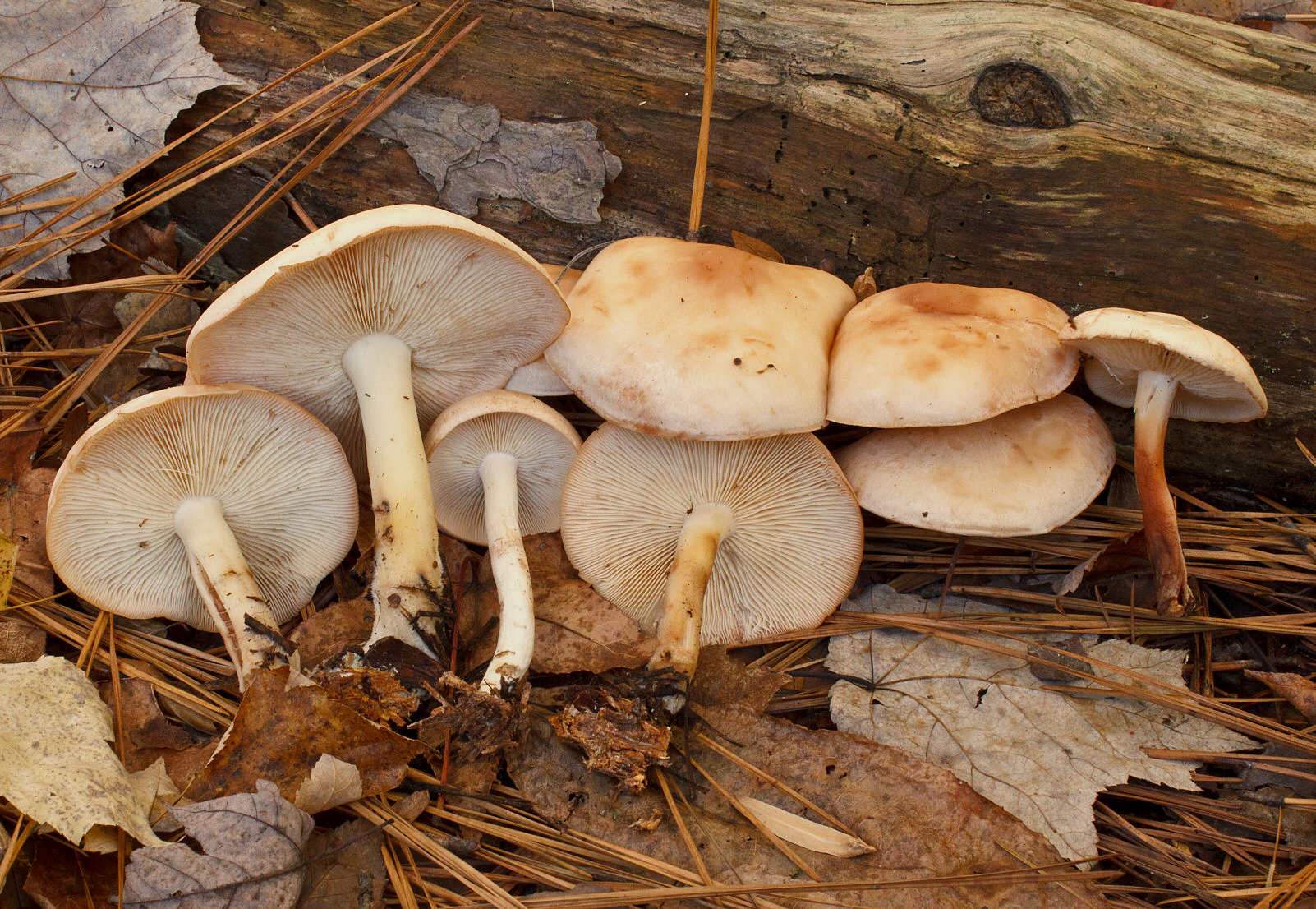
Rhodocollybia maculata sin. Collybia maculata
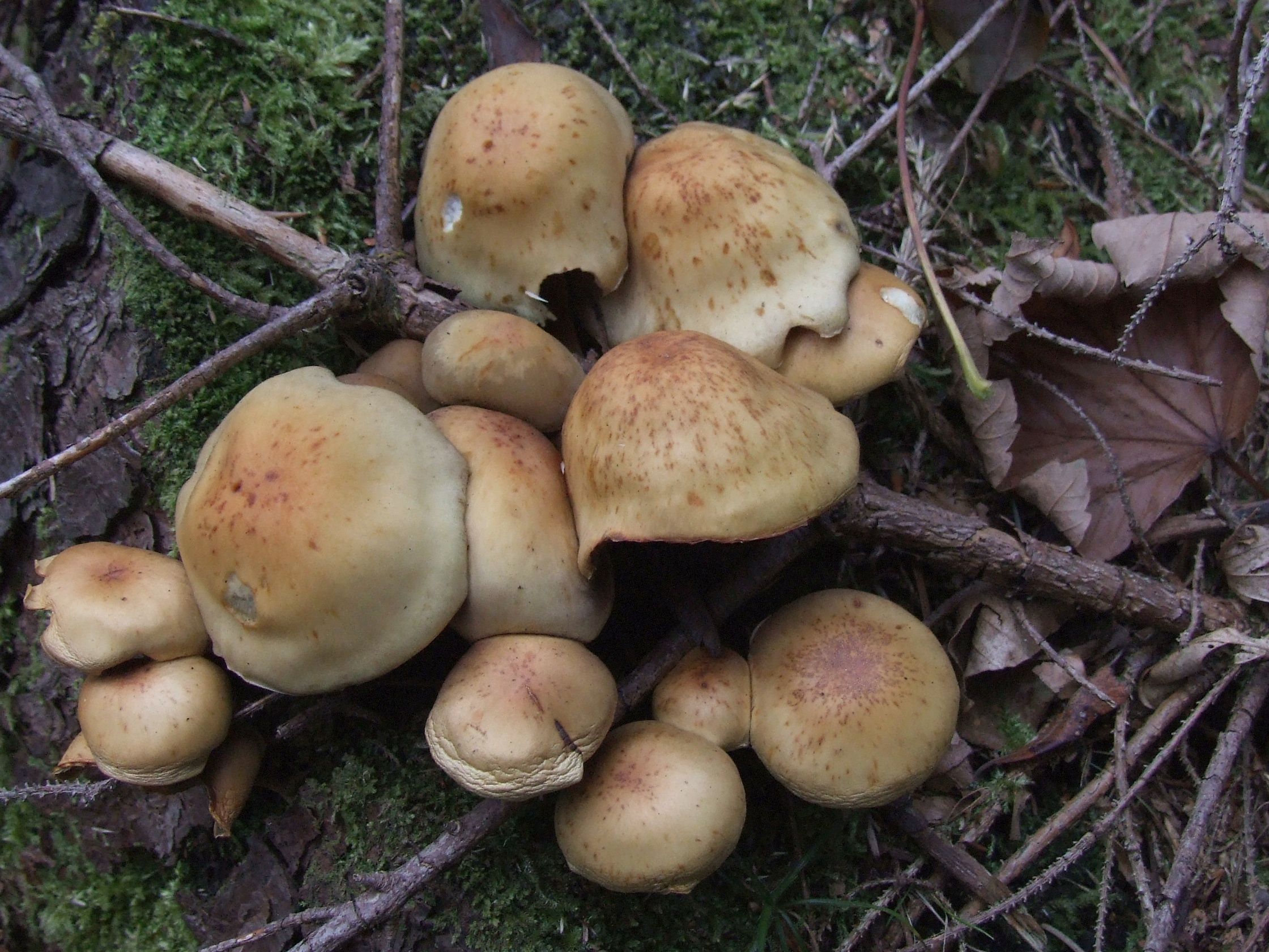
Rhodocollybia prolixa sin. Collybia distorta

## Valorificare
Gheba de stejar este comestibilă dar numai tânără de oarece valoare culinară. Se întrebuințează numai pălăria, piciorul fiind prea tare și fibros. Cel mai bine este folosită în bucătărie împreună cu alte soiuri de bureți.
Se spune, că această specie ar provoca intoxicații gastrointestinale. Dar aceste afecte sunt cauzate supraviețuirii pe termen lung a ei. De acea se recomandă strict să nu se consumă ciuperci mature sau chiar bătrâne, deoarece ele acumulează atunci bacterii dăunătoare în corpul lor fructifer.